# Ego (Ella Eyre)
Ego è un singolo della cantante britannica Ella Eyre, pubblicato l'11 agosto 2017 su etichetta Virgin EMI Records.

## Video musicale
Il videoclip ufficiale della canzone è stato reso disponibile il 4 settembre 2017.

## Tracce
1. Ego – 3:32

## Classifiche
| Classifica (2017) | Posizione massima |
| ----------------- | ----------------- |
| Regno Unito       | 67                |